# Siège de Thala
Guerre de Jugurtha
Batailles
Le siège de Thala, l'un des épisodes de la guerre de Jugurtha, marque l’offensive de l'armée romaine contre la ville numide de Thala. Les forces romaines sont placées sous le commandement du proconsul Quintus Caecilius Metellus, tandis que la défense de Thala est assurée par un chef numide resté anonyme dans les sources. L’objectif principal des Romains est la capture du roi numide Jugurtha, que l’on disait réfugié dans la ville ; toutefois, ce dernier parvint à fuir avant l’arrivée des légions romaines. Metellus entreprit alors le siège de la place dans l’espoir de s’emparer de l’un des trésors de Jugurtha, conservé à Thala. Après quarante jours de siège, la majorité des habitants mirent eux-mêmes fin à leurs jours en incendiant la ville.

## Contexte
Le roi Massinissa de Numidie, fidèle allié de Rome, mourut en 149 av. J.-C. et fut remplacé par son fils Micipsa, qui régna de 149 à 118 av. J.-C. À sa mort, Micipsa laissa trois héritiers potentiels : ses deux fils, Adherbal et Hiempsal, ainsi qu’un neveu illégitime, Jugurtha. Ce dernier avait combattu sous les ordres de Scipion Émilien lors du siège de Numance, où il s’était lié d’amitié avec des aristocrates romains et avait acquis une connaissance approfondie de la société romaine et de ses tactiques militaires. Craignant qu’après sa mort Jugurtha ne s’empare du trône au détriment de ses propres fils, jugés moins capables, Micipsa décida de l’adopter et de léguer conjointement le royaume à ses deux fils et à Jugurtha.
Après la mort de Micipsa, les trois rois entrèrent en conflit et convinrent finalement de diviser l’héritage en trois royaumes distincts. N’étant pas parvenus à s’accorder sur les modalités de cette division, Jugurtha déclara ouvertement la guerre à ses cousins. Hiempsal, le plus jeune et le plus courageux des deux frères, fut assassiné par les agents de Jugurtha. Celui-ci leva une armée et marcha contre Adherbal, qui se réfugia à Rome, où il fit appel au Sénat romain pour arbitrer le litige.
Bien que le Sénat fût l’exécuteur testamentaire de Micipsa, il se laissa corrompre par Jugurtha, fermant les yeux sur ses crimes, et organisa une commission dirigée par l’ancien consul Lucius Opimius, chargée de répartir équitablement la Numidie entre les prétendants en 116 av. J.-C. Jugurtha soudoya les membres de la commission, obtenant la moitié occidentale du royaume — la plus fertile et la plus peuplée — tandis qu’Adherbal reçut la partie orientale. Ce dernier, impuissant, accepta ce partage, et la paix fut conclue.
Peu après, en 113 av. J.-C., Jugurtha déclara de nouveau la guerre à son frère, le vainquit et le força à se retrancher dans Cirta, la capitale d’Adherbal. Ce dernier résista plusieurs mois, aidé par de nombreux Romains établis en Afrique pour des raisons commerciales. Depuis ses lignes de siège, Adherbal lança un nouvel appel à Rome, et le Sénat envoya un message à Jugurtha, lui ordonnant de cesser les hostilités. Le roi ignora cette injonction, et le Sénat dépêcha une seconde commission, dirigée cette fois par Marcus Scaurus, un membre respecté de l’aristocratie, pour faire pression sur le roi numide. Feignant d’être disposé à négocier, Jugurtha fit traîner les pourparlers suffisamment longtemps pour que Cirta soit à court de vivres et de tout espoir de secours. Lorsque Scaurus repartit sans avoir obtenu d’engagement, Adherbal se rendit. Jugurtha fit aussitôt exécuter ce dernier, ainsi que les Romains ayant participé à la défense de Cirta. Mais la mort de citoyens romains provoqua un tollé immédiat chez les plébéiens, et le Sénat, sous la menace du tribun du peuple Gaius Memmius, déclara finalement la guerre à Jugurtha en 111 av. J.-C.
En 111 av. J.-C., le consul Lucius Calpurnius Bestia prit le commandement d’une armée romaine contre Jugurtha, mais se laissa corrompre. L’année suivante, le consul Spurius Postumius Albinus lui succéda, mais lui aussi accepta des pots-de-vin. Son frère, Aulus Postumius Albinus, se laissa entraîner par Jugurtha dans les terres désertiques du Sahara, où le roi numide, selon certaines sources après avoir soudoyé des officiers romains, prit l’avantage. La moitié de l’armée romaine fut massacrée, et les survivants contraints de passer sous le joug, en signe de capitulation honteuse. Le Sénat romain, en apprenant cette défaite, refusa d’en reconnaître les termes et poursuivit la guerre.
Après la défaite des Postumius, le Sénat se ressaisit enfin et nomma commandant en Afrique le plébéien Quintus Caecilius Metellus, reconnu pour son intégrité et son courage. Metellus confirma la justesse de son jugement en choisissant pour officiers des hommes compétents plutôt que de simples aristocrates, tels que Caius Marius et Publius Rutilius Rufus. Il arriva en Afrique en tant que consul en 109 av. J.-C. et consacra plusieurs mois à une réforme disciplinaire rigoureuse de ses troupes démoralisées.
Au printemps 109 av. J.-C., Metellus mena son armée réorganisée en Numidie. Alarmé, Jugurtha tenta d’ouvrir des négociations, mais Metellus fit traîner les pourparlers ; sans accorder de conditions au roi numide, il tenta de corrompre ses émissaires afin de capturer Jugurtha et de le livrer aux Romains. Ce dernier, devinant les intentions de Metellus, rompit les négociations et battit en retraite. Metellus le poursuivit, franchissant les montagnes jusqu’au désert, avançant jusqu’au fleuve Muthul où les Numides tendirent une embuscade. Grâce au commandement habile de Metellus, Marius et Rutilius Rufus, les Romains remportèrent une victoire indécise lors de la bataille du Muthul.

## Prélude
Quelque temps après la bataille du Muthul, les agents et éclaireurs de Metellus localisèrent de nouveau l’armée de Jugurtha. Les Romains parvinrent à rattraper les Numides — qui ne s’attendaient pas à leur arrivée — et les forcèrent au combat. Les légions remportèrent une victoire facile, mettant l’armée numide entière en déroute. Jugurtha réussit à s’échapper et, avec un petit groupe de cavaliers et d’infanterie, se dirigea vers Thala, l’une de ses places fortes abritant un trésor.
Metellus apprit que Jugurtha, sa famille, et — ce qui n’était pas négligeable — un immense trésor, se trouvaient à Thala. La ville fortifiée était située dans un désert aride, dépourvu d’eau, mais cela ne découragea pas Metellus. Il réquisitionna des bêtes de somme, les chargea de sacs d’eau et fit traverser le désert à son armée en direction de Thala. En chemin, une tempête éclata, déversant une pluie abondante, ce qui profita grandement aux soldats, convaincus que les dieux leur étaient favorables. Malheureusement pour Metellus, Jugurtha fut averti à l’avance et prit la fuite avec sa famille.

## Déroulement
L’armée de Metellus assiégea Thala pendant quarante jours, attaquant les remparts à l’aide d’échelles, battant les portes à coups de bélier et construisant d’imposants remblais pour offrir un tir de couverture à ses troupes. Lorsque les Thalans comprirent que leur ville allait tomber, ils cachèrent l’or, burent du vin, puis se donnèrent la mort en s’immolant par le feu avec une grande partie de Thala.

## Conséquences
Metellus avait conquis Thala, mais Jugurtha lui avait une fois de plus échappé. Le roi numide se rendit alors dans les territoires des Gétules et entreprit de lever une nouvelle armée parmi ce peuple berbère. La guerre allait encore durer quatre années et ne prendrait fin que lorsque le célèbre général Sylla parvint à capturer le roi en personne.